# Kalle Moraeus
Karl "Kalle" Anders Moraeus (15. juli 1963 i Orsa) er en svensk musiker, spillemand og komponist.
Moraeus blev svensk mester i luftguitar 1984. Konkurrencen gennemførtes i Berns Salonger. Moraeus var tidligere ansat ved Kungliga filharmoniska orkestern og er nu medlem i Orsa spelmän og Benny Anderssons Orkester. Han er desuden medlem i rockbandet Hej Kalle. Kalle Moraeus spiller gerne sammen med mesterharmonikaspilleren Bengan Janson og sammen udgør de den højst betalte spillemandsduo i Sverige. Moraeus' kompositioner har træk fra såvel slagermusik, folkemusik og klassisk musik og præges ofte af stor legesyge.
I 2006 udmærkedes han med Povel Ramels Karamelodiktstipendium, og blev derved den sidste pristager som modtog prisen af Povel personligt, da Povel Ramel døde i 2007.